# Lagar de Diogo Fernandes Faleiro

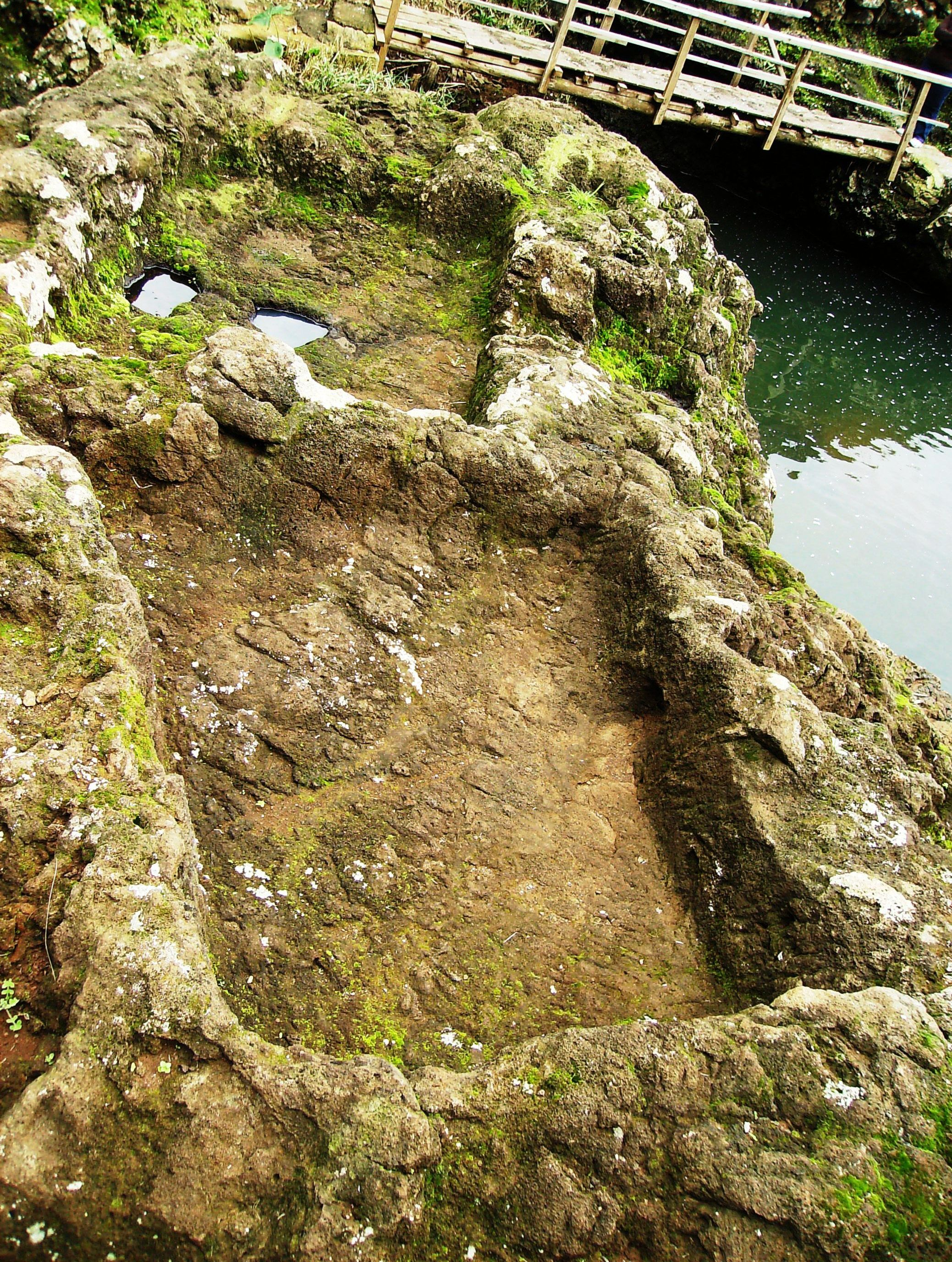
Lagar de Diogo Fernandes Faleiro.

O Lagar de Diogo Fernandes Faleiro localiza-se na foz da Ribeira do Aveiro, no lugar da Maia, freguesia do Santo Espírito, concelho da Vila do Porto, na ilha de Santa Maria, nos Açores.

## História
Construído anteriormente a 1579 por Diogo Fernandes Faleiro, aqui eram produzidas anualmente vinte pipas de vinho. Este proprietário liga-se à colonização açoriana do Brasil, uma vez que, de acordo com o cronista:
"O mesmo Diogo Fernandes Faleiro tem na sua vinha, no meio da rocha feito, um lagar de uma só pedra, muito bem feito, em que faz todo o seu vinho, e o mesmo, no ano de mil e quinhentos e setenta e nove (porque não é bem passar com silêncio uma obra de tanto louvor), sendo de muita esterilidade, como haviam sido já outros atrás, de que ficaram os moradores da ilha tão atribulados e pobres, que não se podiam manter nela, vendo ele alguns parentes seus em semelhante aflição, os persuadiu que se quisessem sair daquela miséria e se fossem para o Brasil, para o que gastou com eles, provendo-os de todo o necessário para a sua embarcação, duzentos mil réis, e mais não sendo ele tão rico, que pudesse fazer tão grossa esmola, sem notável trabalho seu e despesa de sua fazenda, ajudando-os, e, além da dita despesa, com diligências e ocupações de sua pessoa e dos seus, de sua casa, a embarcar, animando-os com grande fervor e caridade."

## Galeria

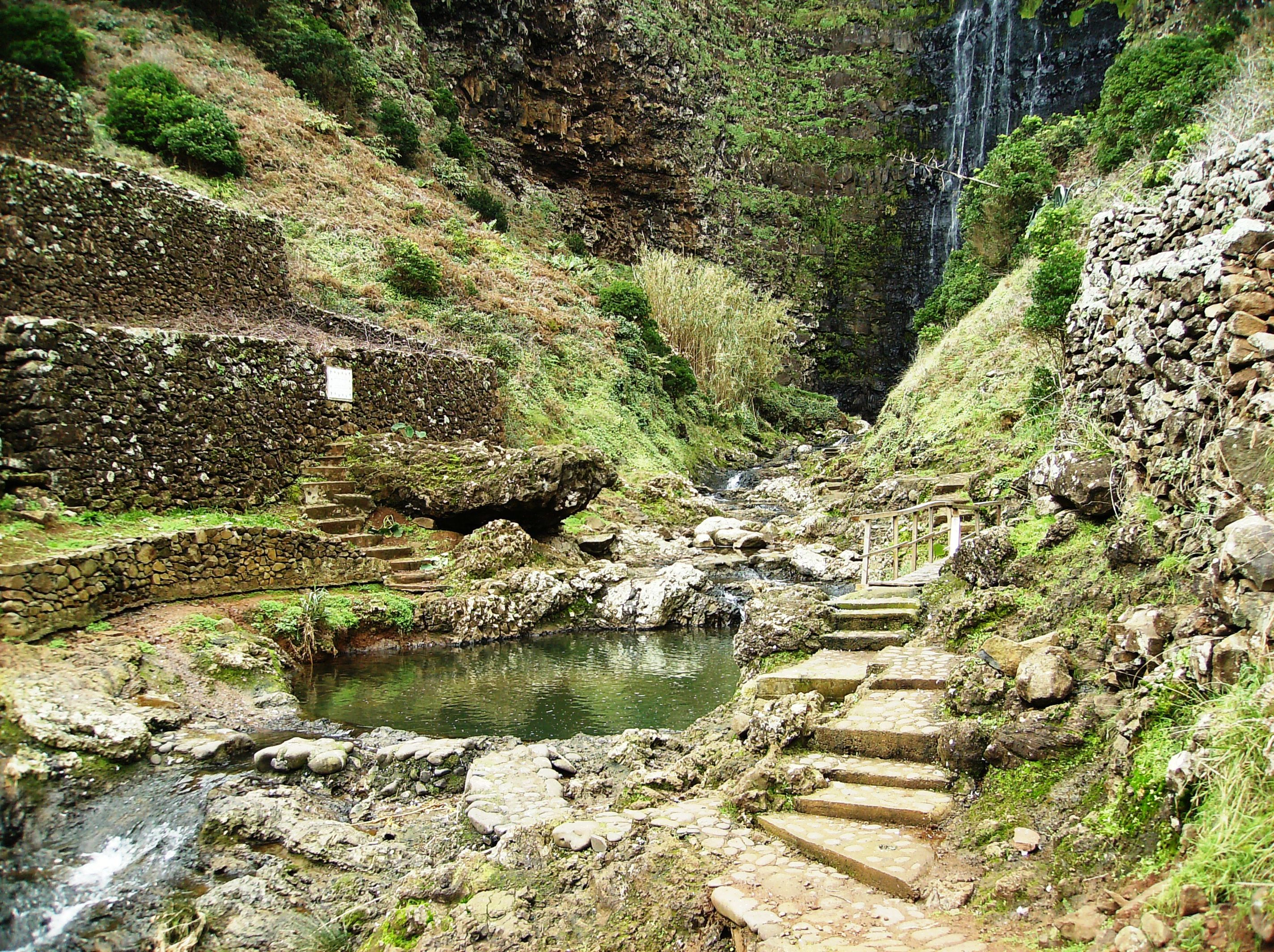
Panorâmica
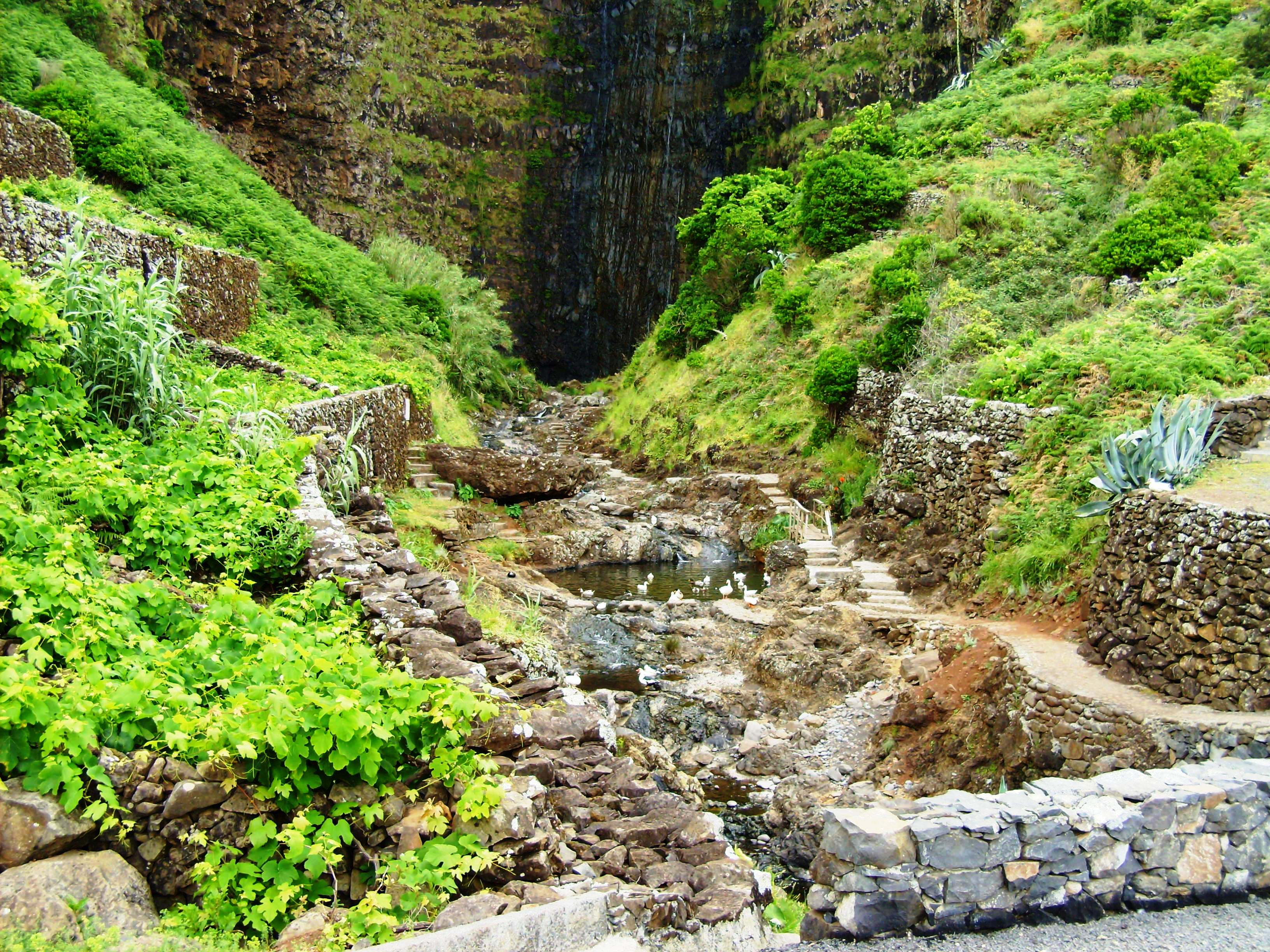
Panorâmica
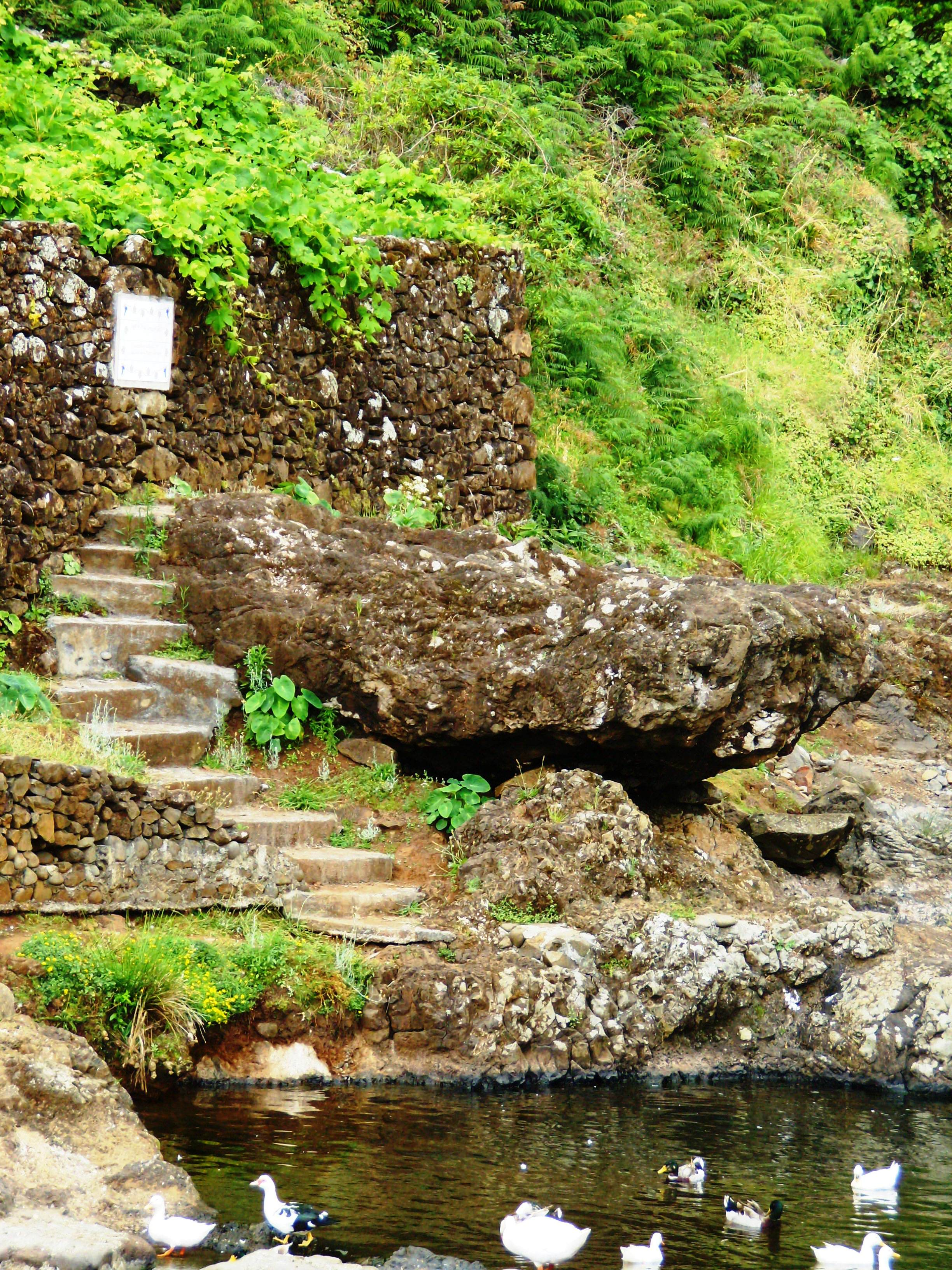
Detalhe
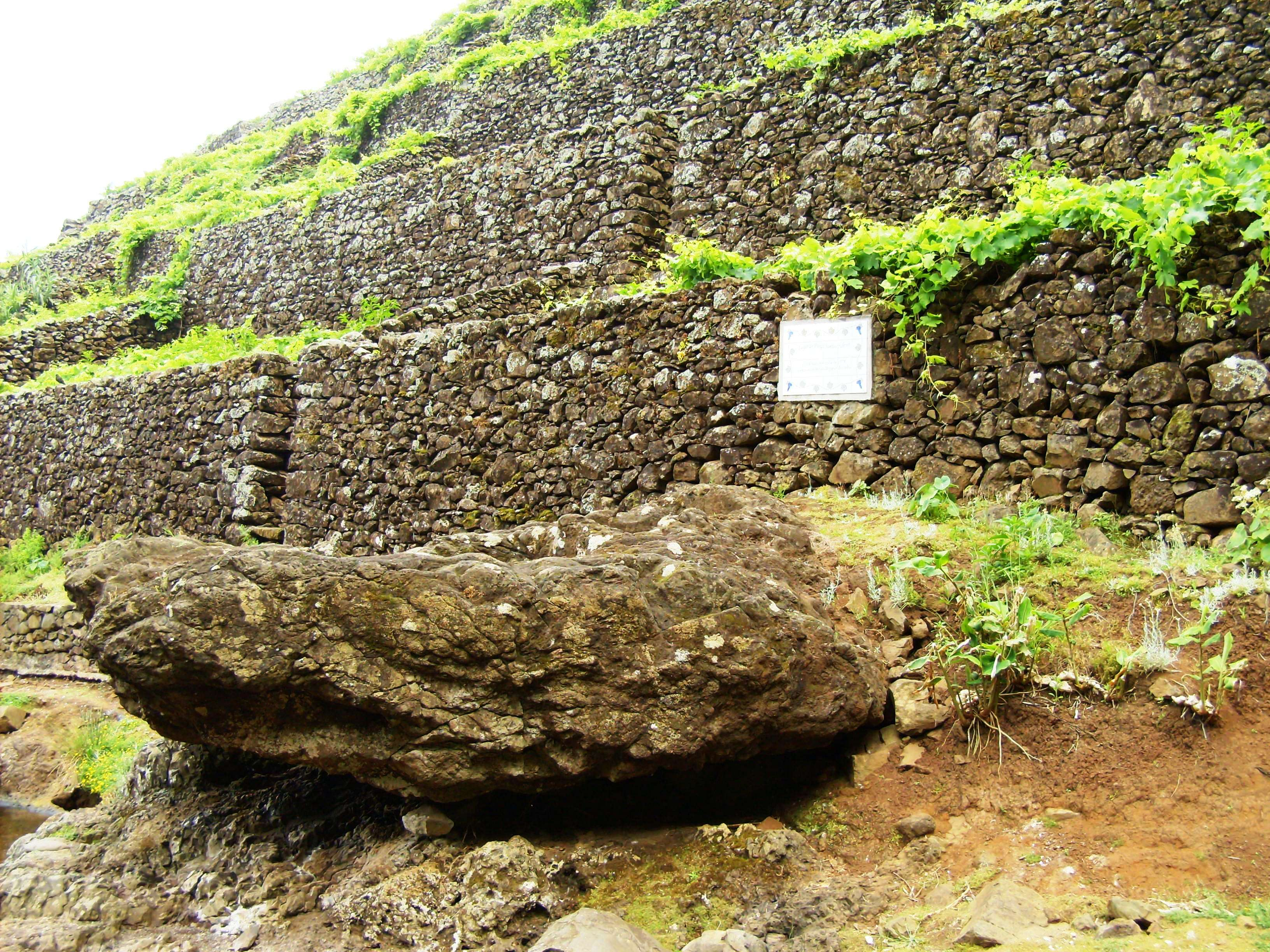
Detalhe